# جیل اتکینز
جیل اتکینز (انگلیسی: Jill Atkins؛ زادهٔ ۳۰ may ۱۹۶۳ (۶۱ سال)) بازیکن هاکی روی چمن اهل بریتانیا است.